# Luigi des Ambrois de Névache
Luigi des Ambrois de Névache, pour l'état-civil « Francesco Luigi des Ambrois de Névache » ou « François Louis des Ambrois de Névache », né le 30 octobre 1807 à Oulx, Piémont, et mort à Rome, le 4 décembre 1874) est un juriste, un diplomate et un homme politique italien du XIXe siècle.

## Biographie

### Origines familiales
Francesco Luigi des Ambrois de Névache est le fils de Vittorio Luigi des Ambrois de Névache et de Thérèse Prat. La famille Des Ambrois est une famille noble des Escartons du Briançonnais et l'une des dernières à y posséder des biens nobles et des redevances seigneuriales avant la Révolution française.

### Carrière
Peu après avoir obtenu son diplôme en droit, Luigi des Ambrois entre dans les rangs de la carrière judiciaire et en 1834, il devient substitut du procureur du Roi. En 1841, il est nommé directeur au service de l’intendance générale de la division de Nice et, remarqué pour ses dons d’administrateur, il est nommé ministre, une première fois, du 9 octobre au 7 décembre 1847, au ministère de l’Intérieur et ensuite aux Travaux publics.
Il est, avec Giacinto Borrelli et Cesare Alfieri di Sostegno, l’un des principaux rédacteurs du statut albertin et s’occupe de la rédaction des lois électorales pour la Camera dei deputati.
Durant la première guerre d'indépendance italienne, il participe à la bataille de Custoza et tout de suite après, se retire pour se consacrer à sa vie privée pendant un certain laps de temps. Il revient sur la scène politique, seulement après les démissions de De Launay, en tant que conseiller du nouveau roi Victor-Emmanuel II. À ce poste, il facilite la conclusion de la période de transition de l’hégémonie de la vieille classe politique pré-statutaire vers celle issue du Risorgimento. Il convainc le nouveau souverain de leur confier les affaires de l’État.
Élu député par le collège de Suse durant la première et deuxième législature, il est nommé sénateur le 18 décembre 1849. À la fin de 1850, il est chargé de présider le Conseil d’État qu'il devait rejoindre après avoir quitté la vie politique.
Homme au caractère équilibré et prudent, mais également ferme et pragmatique, il se distingue surtout par ses qualités de médiateur entre le Sénat et le gouvernement à l’occasion des multiples conflits résultant des réformes voulues par le cabinet Cavour. En 1855, en particulier, il réussit à résoudre le désaccord concernant la loi sur les congrégations religieuses et à la faire adopter avec ses propres amendements.
En 1859, il est envoyé à Zurich durant les négociations de paix entre l’Autriche et la France (traité de Zurich). En novembre, il est nommé ambassadeur à Paris à un moment particulièrement délicat où l’on pensait résoudre les questions italiennes par la tenue d’un congrès.
Proche des idées de Cavour, il s’oppose néanmoins à celui-ci au Parlement pour empêcher la cession de Nice et de la Savoie à la France qu’il considérait injuste et déraisonnable.
En 1862, il est fait chevalier de l’ordre de l’Annonciade et en 1865, il est placé à la direction du Conseil du contentieux diplomatique. Le 15 novembre 1874, il prend en charge le poste de président du Sénat du royaume d’Italie, mais seulement jusqu’au 3 décembre de cette même année.
Une voie publique de Nice, l’avenue Desambrois (quartier de Carabacel), perpétue le souvenir de son ancien administrateur.

## Distinctions
- Commandeur de l'Ordre des Saints-Maurice-et-Lazare le 3 décembre 1847
- Grand cordon de l'Ordre des Saints-Maurice-et-Lazare le 24 décembre 1851[4].
- Chevalier de l'ordre suprême de la Très Sainte Annonciade le 21 avril 1868[4].
- Grand cordon de l'Ordre de la Couronne d'Italie le 17 janvier 1868[4].
- Grand cordon de l'Ordre de Notre Dame de la Concession (Portugal)[4].

### Monographies et ouvrages généraux
- Antoine Albert, Histoire géographique, naturelle, ecclésiastique et civile du diocèse d'Embrun., t. premier, Embrun, Pierre-François Moyse, 1883 (lire en ligne).
- (it) Carlo Bersani, Segretariato Generale Giustizia Amministrativa, I presidenti del Consiglio di Stato. Biografie e relazioni d'insediamento, Milano, Giuffrè Editore, 2011, 444 p. (lire en ligne), pp. 31 à 33.
- Charles-Albert Costa de Beauregard, La jeunesse du roi Charles-Albert : prologue d'un règne, Paris, E. Plon, Nourrit et Cie, 1889, 365 p. (lire en ligne).
- Marguerite Isnard et Roger Isnard, Per Carriera : dictionnaire historique et anecdotique des rues de Nice : sub verbo : DÉSAMBROIS, Nice, Serre, 1983 et 2003, 359 p. (ISBN 2-86410-388-5).
- Henri Rostolland, Névache et la vallée de la Haute-Clarée (Briançonnais), préfacé par Émile Roux-Parassac, Gap, éd. Louis-Jean, 1930, 320 p..

### Articles
- Lucien Borel du Bès, « Deux pages briançonnaises du livre d'or de la noblesse italienne : Les Agnès des Geneys, les des Ambrois de Névache », Bulletin de la Société d'études des Hautes-Alpes, Gap, Société d'études des Hautes-Alpes,‎ 1975, p. 66 à 69. (lire en ligne).
- (it) Paola Casana Testore, « Des Ambrois de Névache, Luigi Francesco », Dizionario Biografico degli Italiani, Roma, Istituto dell'Enciclopedia Italiana, vol. 39,‎ 1991 (lire en ligne).

### Ressources en ligne
- (it) Cet article est partiellement ou en totalité issu de l’article de Wikipédia en italien intitulé « Luigi Des Ambrois » (voir la liste des auteurs).
- (it) Chambre des députés - Portail historique, « Luigi Des Ambrois De Névache », storia.camera.it (consulté le 12 avril 2014).
- (it) Archivio Storico del Senato della Repubblica, « Scheda del senatore : Des Ambrois de Névache Luigi ».